# 74ste Oscaruitreiking
De 74ste Oscaruitreiking, waarbij prijzen werden uitgereikt aan de beste prestaties in films uit 2001, vond plaats op 24 maart 2002 in het Kodak Theatre in Hollywood. De ceremonie werd voor de vierde keer gepresenteerd door Whoopi Goldberg. De genomineerden werden op 12 februari bekendgemaakt door Frank Pierson, voorzitter van de Academy, en actrice Marcia Gay Harden in het Samuel Goldwyn Theater te Beverly Hills.
Grote winnaars waren A Beautiful Mind (over het leven van John Forbes Nash jr.), met vier Oscars, die voor beste film, beste regisseur, beste vrouwelijke bijrol en beste bewerkte scenario, en de film The Lord of the Rings: The Fellowship of the Ring (eerste deel uit de gelijknamige trilogie van J.R.R. Tolkien) met eveneens vier Oscars: beste grime, beste camerawerk, beste visuele effecten en beste originele muziek.

## Winnaars en genomineerden
De winnaars staan bovenaan in vet lettertype.

#### Beste film
- A Beautiful Mind
  - Gosford Park
  - In the Bedroom
  - The Lord of the Rings: The Fellowship of the Ring
  - Moulin Rouge!

#### Beste regisseur
- Ron Howard - A Beautiful Mind
  - Robert Altman - Gosford Park
  - Peter Jackson - The Lord of the Rings: The Fellowship of the Ring
  - David Lynch - Mulholland Drive
  - Ridley Scott - Black Hawk Down

#### Beste mannelijke hoofdrol
- Denzel Washington - Training Day
  - Russell Crowe - A Beautiful Mind
  - Sean Penn - I Am Sam
  - Will Smith - Ali
  - Tom Wilkinson - In the Bedroom

#### Beste vrouwelijke hoofdrol
- Halle Berry - Monster's Ball
  - Judi Dench - Iris
  - Nicole Kidman - Moulin Rouge!
  - Sissy Spacek - In the Bedroom
  - Renée Zellweger - Bridget Jones's Diary

#### Beste mannelijke bijrol
- Jim Broadbent - Iris
  - Ethan Hawke - Training Day
  - Ben Kingsley - Sexy Beast
  - Ian McKellen - The Lord of the Rings: The Fellowship of the Ring
  - Jon Voight - Ali

#### Beste vrouwelijke bijrol
- Jennifer Connelly - A Beautiful Mind
  - Helen Mirren - Gosford Park
  - Maggie Smith - Gosford Park
  - Marisa Tomei - In the Bedroom
  - Kate Winslet - Iris

#### Beste originele scenario
- Gosford Park - Julian Fellowes
  - Amélie - Guillaume Laurant en Jean-Pierre Jeunet
  - Memento - Christopher Nolan en Jonathan Nolan
  - Monster's Ball - Milo Addica en Will Rokos
  - The Royal Tenenbaums - Wes Anderson en Owen Wilson

#### Beste bewerkte scenario
- A Beautiful Mind - Akiva Goldsman
  - Ghost World - Daniel Clowes en Terry Zwigoff
  - In the Bedroom - Rob Festinger en Todd Field
  - The Lord of the Rings: The Fellowship of the Ring - Fran Walsh, Philippa Boyens en Peter Jackson
  - Shrek - Ted Elliott, Terry Rossio, Joe Stillman en Roger S.H. Schulman

#### Beste niet-Engelstalige film
- No Man's Land - Bosnië en Herzegovina
  - Amélie - Frankrijk
  - Elling - Noorwegen
  - Lagaan - India
  - Son of the Bride - Argentinië

#### Beste animatiefilm
- Shrek - Aron Warner
  - Jimmy Neutron: Boy Genius - Steve Oedekerk en John A. Davis
  - Monsters, Inc. - Pete Docter en John Lasseter

#### Beste documentaire
- Murder on a Sunday Morning - Jean-Xavier de Lestrade en Denis Poncet
  - Children Underground - Edet Belzberg
  - LaLee's Kin: The Legacy of Cotton - Susan Froemke en Deborah Dickson
  - Promises - Justine Shapiro en B.Z. Goldberg
  - War Photographer - Christian Frei

#### Beste camerawerk
- The Lord of the Rings: The Fellowship of the Ring - Andrew Lesnie
  - Amélie - Bruno Delbonnel
  - Black Hawk Down - Slawomir Idziak
  - The Man Who Wasn't There - Roger Deakins
  - Moulin Rouge! - Donald M. McAlpine

#### Beste montage
- Black Hawk Down - Pietro Scalia
  - A Beautiful Mind - Mike Hill en Dan Hanley
  - The Lord of the Rings: The Fellowship of the Ring - John Gilbert
  - Memento - Dody Dorn
  - Moulin Rouge! - Jill Bilcock

#### Beste artdirection
- Moulin Rouge! - Catherine Martin en Brigitte Broch
  - Amélie - Aline Bonetto en Marie-Laure Valla
  - Gosford Park - Stephen Altman en Anna Pinnock
  - Harry Potter and the Sorcerer's Stone - Stuart Craig en Stephenie McMillan
  - The Lord of the Rings: The Fellowship of the Ring - Grant Major en Dan Hennah

#### Beste originele muziek
- The Lord of the Rings: The Fellowship of the Ring - Howard Shore
  - A.I.: Artificial Intelligence - John Williams
  - A Beautiful Mind - James Horner
  - Harry Potter and the Sorcerer's Stone - John Williams
  - Monsters, Inc. - Randy Newman

#### Beste originele nummer
- "If I Didn't Have You" uit Monsters, Inc. - Muziek en tekst: Randy Newman
  - "May It Be" uit The Lord of the Rings: The Fellowship of the Ring - Muziek en tekst: Enya, Nicky Ryan en Roma Ryan
  - "There You'll Be" uit Pearl Harbor - Muziek en tekst: Diane Warren
  - "Until" uit Kate & Leopold - Muziek en tekst: Sting
  - "Vanilla Sky" uit Vanilla Sky - Muziek en tekst: Paul McCartney

#### Beste geluid
- Black Hawk Down - Michael Minkler, Myron Nettinga en Chris Munro
  - Amélie - Vincent Arnardi, Guillaume Leriche en Jean Umansky
  - The Lord of the Rings: The Fellowship of the Ring - Christopher Boyes, Michael Semanick, Gethin Creagh en Hammond Peek
  - Moulin Rouge! - Andy Nelson, Anna Behlmer, Roger Savage en Guntis Sics
  - Pearl Harbor - Kevin O'Connell, Greg P. Russell en Peter J. Devlin

#### Beste geluidsbewerking
- Pearl Harbor - George Watters II en Christopher Boyes
  - Monsters, Inc. - Gary Rydstrom en Michael Silvers

#### Beste visuele effecten
- The Lord of the Rings: The Fellowship of the Ring - Jim Rygiel, Randall William Cook, Richard Taylor en Mark Stetson
  - A.I.: Artificial Intelligence - Dennis Muren, Scott Farrar, Stan Winston en Michael Lantieri
  - Pearl Harbor - Eric Brevig,  John Frazier, Ed Hirsh en Ben Snow

#### Beste kostuumontwerp
- Moulin Rouge! - Catherine Martin en Angus Strathie
  - The Affair of the Necklace - Milena Canonero
  - Gosford Park - Jenny Beavan
  - Harry Potter and the Sorcerer's Stone - Judianna Makovsky
  - The Lord of the Rings: The Fellowship of the Ring - Ngila Dickson en Richard Taylor

#### Beste grime
- The Lord of the Rings: The Fellowship of the Ring - Peter Owen en Richard Taylor
  - A Beautiful Mind - Greg Cannom en Colleen Callaghan
  - Moulin Rouge! - Maurizio Silvi en Aldo Signoretti

#### Beste korte film
- The Accountant - Ray McKinnon en Lisa Blount
  - Copy Shop - Virgil Widrich
  - Gregor's Greatest Invention - Johannes Kiefer
  - A Man Thing (Meska Sprawa) - Slawomir Fabicki en Bogumil Godfrejow
  - Speed for Thespians - Kalman Apple en Shameela Bakhsh

#### Beste korte animatiefilm
- For the Birds - Ralph Eggleston
  - Fifty Percent Grey - Ruairi Robinson en Seamus Byrne
  - Give Up Yer Aul Sins - Cathal Gaffney en Darragh O'Connell
  - Strange Invaders - Cordell Barker
  - Stubble Trouble - Joseph E. Merideth

#### Beste korte documentaire
- Thoth - Sarah Kernochan en Lynn Appelle
  - Artists and Orphans: A True Drama - Lianne Klapper McNally
  - Sing! - Freida Lee Mock en Jessica Sanders

#### Jean Hersholt Humanitarian Award
- Arthur Hiller

#### Ere-award
- Sidney Poitier, als erkenning voor zijn opmerkelijke prestaties als artiest en als mens.

- Robert Redford, acteur, regisseur, producer, initiator van Sundance, inspiratie voor onafhankelijke en innovatieve filmmakers wereldwijd.[2]

## Films met meerdere nominaties
De volgende films ontvingen meerdere nominaties:
| Nominaties | Film                                              | Awards |
| ---------- | ------------------------------------------------- | ------ |
| 13         | The Lord of the Rings: The Fellowship of the Ring | 4      |
| 8          | A Beautiful Mind                                  | 4      |
| 8          | Moulin Rouge!                                     | 2      |
| 7          | Gosford Park                                      | 1      |
| 5          | Amélie                                            |        |
| 5          | Black Hawk Down                                   | 2      |
| 5          | In the Bedroom                                    |        |
| 4          | Monsters, Inc.                                    | 1      |
| 4          | Pearl Harbor                                      | 1      |
| 3          | Harry Potter and the Sorcerer's Stone             |        |
| 3          | Iris                                              | 1      |
| 2          | A.I.: Artificial Intelligence                     |        |
| 2          | Ali                                               |        |
| 2          | Memento                                           |        |
| 2          | Monster's Ball                                    | 1      |
| 2          | Shrek                                             | 1      |
| 2          | Training Day                                      | 1      |